# Santiago Velázquez
Santiago Velázquez (Madrid, 1977) es un escritor español, ganador del Premio Tiflos de Novela del año 2012.

## Reseña biográfica
Es licenciado en Periodismo por la Universidad Complutense de Madrid. Su primer libro, Huéspedes del olvido, es un conjunto de relatos que publicó Ópera Prima en 1999. Con La condena de Salomon Koninck ganó el Premio Joven y Brillante de Novela Corta en el año 2000, un premio que tuvo como miembros del jurado, entre otros, a Camilo José Cela, Luis María Anson o Carlos Bousoño.
En el año 2012 recibió el Premio Tiflos de Novela, de carácter Internacional, por su obra titulada La extraña ilusión (publicada por Edhasa/Castalia) que ha sido valorada por Luis Mateo Díez como “una obra extraordinaria hecha desde perspectivas variadas. Un gran documental, muy literario, de toda la Argentina del siglo XX, y con un gran interés en el relato”. Manuel Longares, miembro del jurado de este Premio, destacó durante la presentación de la misma que La extraña ilusión es “una novela cuajada y sólida, propia de un novelista de raza”. La novela, que ha cosechado excelentes críticas y amplia repercusión mediática, trata de los horrores que cometieron los militares en la dictadura argentina de los años 70.
En diciembre de 2014, publica Viaje de invierno en la editorial malagueña Zut Ediciones, dirigida por el escritor Juan Bonilla. La novela ha sido descrita como “una delicadísima y terrible historia sobre el amor, la pasión y los ideales, un mapa de la íntima cobardía humana y la traición". En 2016 ha publicado el libro de cuentos Todos los hombres que nunca seré, basado en la legendaria canción de Joaquín Sabina, La del pirata cojo, donde inventa y desarrolla las vidas que aparecen en la misma.
Santiago Velázquez escribe en la edición española de El Huffington Post, donde tiene un blog de literatura, y colabora en el suplemento El Viajero del periódico El País, entre otros medios.

## Obras

### Relatos
- 1999 - Huéspedes del olvido, editorial Ópera Prima.
- 2016 - Todos los hombres que nunca seré, editorial Playa de Ákaba.

### Novelas
- 2000 - La condena de Salomon Koninck.
- 2012 - La extraña ilusión, editorial Edhasa/Castalia.
- 2014 - Viaje de invierno, Zut ediciones.
- 2020 - Las fisuras, Caligrama, Penguin Random House.

### Biografías
- 2018 - Soñaré en tus manos, editorial Playa de Ákaba.
- 2022 - Escribir en la nieve. Veinte breves biografías de genios de la literatura rusa, editorial Caligrama, Penguin Random House.

## Premios
Premio Joven y Brillante de Novela Corta (Madrid, 2000) por su novela La condena de Salomon Koninck
Premio Tiflos de Novela (Madrid, 2012) por su novela La extraña ilusión (Edhasa/Castalia, 2012)